# トマス・ベントン
トマス・ハート・ベントン（英:Thomas Hart Benton、1782年3月14日-1858年4月10日）は、アメリカ合衆国ミズーリ州選出のアメリカ合衆国上院議員であり、マニフェスト・デスティニーと呼ばれるようになる合衆国の西進の断固とした計画者かつ推進者だった。上院議員を1821年から1851年まで務め、5期務めたことでは初の議員となった。

## 生涯

### 初期の経歴
ベントンはノースカロライナ州ハーツミル、現在のヒルズバラの町近くで生まれた。父のジェシー・ベントンは富裕な弁護士かつ土地所有者だったが、1790年に死んだ。祖父のサミュエル・ベントン（1720年-1770年）はイングランドのウスターで生まれ、ノースカロライナ植民地に入植した。ベントンはノースカロライナ大学で法律を学び、慈善協会の会員になったが、1799年に家の農園を管理する為に退学した。
青年のベントンは西部での事業機会に魅力を感じ、テネシー州ナッシュビル近くの4万エーカー (160 km2) の土地に家族ごと移った。ここでは学校、教会および製粉所のあるプランテーションを設立した。パイオニアとしての経験によってベントンの政歴を通して続くことになるジェファーソン流民主主義に傾倒するようになった。
ベントンは法律の勉強を続け、1805年にはテネシー州の法廷弁護士として認められ、1809年には州上院議員を1期務めた。ベントンはテネシー州の「最初の市民」アンドリュー・ジャクソンの注意を引き、テネシー州にいた間はその庇護下にあった。
1812年に米英戦争が始まったとき、ジャクソンはベントンを中佐に任官して副官にした。ベントンはワシントンD.C.の軍隊指導層に対しジャクソンの関心を伝える任務を与えられたが、この任務で身をすり減らして、戦闘経験は得られなかった。1813年、ベントンはジャクソンとの乱闘におよび、ジャクソンが怪我をした。

### 合衆国上院議員
1815年に米英戦争が終わった後、ベントンは新しく開放されたミズーリ準州にその農園を移した。テネシー州に居る時はジャクソンの陰になっていたが、ミズーリではまだ小さな池で大魚であることができた。ベントンはセントルイスに入植して、法律実務を行い、ミシシッピ川より西では2番目の主要新聞となった「ミズーリ・エンクワイヤラー」を編集した。
1817年、ある裁判で弁護士のチャールズ・ルーカスと対立し、互いに嘘つきだと非難しあった。ルーカスが投票所でベントンと出遭ったときに、ベントンは税金を滞納しているので投票することは許されるべきではないと非難した。ベントンはルーカスのことを「青二才」と非難したので、ルーカスが決闘を申し込んだ。二人はブラッディ島で決闘を行い、ルーカスは喉を撃たれ、ベントンは膝にかすり傷を負った。ベントンはルーカスが決闘を止めることを認めた。しかし、うまく相手に中てたベントンが30フィート (9 m) 離れるという都合の良いルールにしたからだという噂が広まった。ベントンはルーカスに9フィート (3 m) 離れて撃ち合うブラッディ島での再戦を挑んだ。ルーカスが心臓近くを射抜かれ、死ぬ前にベントンに「貴方を許す」と告げた。
1820年のミズーリ妥協によって準州は州に昇格し、ベントンはミズーリ州選出の初代アメリカ合衆国上院議員の一人に選出された。
1824年アメリカ合衆国大統領選挙ではアンドリュー・ジャクソンが一般投票の多数を取ったが過半数ではなく、アメリカ合衆国下院での投票でジョン・クィンシー・アダムズに敗れた後、ベントンとジャクソンはその個人的見解の違いは鞘に収めて力を合わせることになった。ベントンは民主共和党の上院指導者となり、第二合衆国銀行に対して活発に反論した。ジャクソンが1834年に銀行の公認延長を止めたことで上院からは問責された。ジャクソン政権の終わりごろの1837年、ベントンは公式記録からジャクソンに対する問責動議を外すための「抹消運動」を行って成功させた。
ベントンは通貨として「硬い通貨」すなわち金貨（正金）か金塊を使用することについて疲れを知らない提唱を行い、金（きん）に「裏付けられる」紙幣、すなわち「金本位制」に反対した。「軟らかい」通貨（すなわち紙幣や証券）は、ベントンの意見では金持ちの東部都会人に有利であり、西部の小農や交易商の犠牲に立っているとしていた。連邦の公有地には硬い通貨でのみ支払うことを要求する法律を提案し、連邦議会では否決されたが、後にジャクソンによる執行命令いわゆる「正金循環」で法制化された。その通貨に対する姿勢によって「年取った金塊」という渾名まで頂戴した。
しかしベントン上院議員の一番の関心は大陸における勢力として「マニフェスト・デスティニー」の考え方に添うアメリカ合衆国の領土拡大だった。元々アメリカ合衆国の自然の国境はロッキー山脈だと考えていたが、それを太平洋まで広がるものに拡大した。開拓の行われていない土地は確保されていないものと見なし、飽くことなく入植奨励に動いた。その軟らかい紙幣に対する動きは大半が土地投機を抑えるためであり、つまりは入植を奨励することだった。
ベントンはオレゴン準州の単独管理を提唱した。1818年のアングロ＝アメリカン会議以降、オレゴンはアメリカ合衆国とイギリスの共同統治ということになっていた。ベントンはオレゴンへの入植を奨励しカナダとの国境をアメリカ合衆国に有利なものにしようとした。1846年のオレゴン条約で設定された現在の北緯49度線という国境はベントンが選択したものであり、オレゴン境界紛争の間に起こった「54度40分線さもなくば戦争」という過激な意見には反対した。

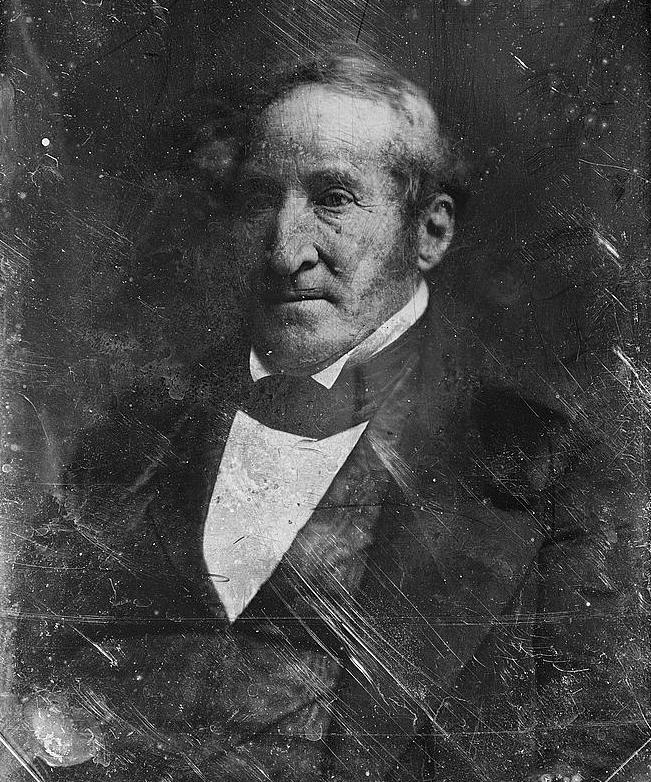
トマス・ハート・ベントン

ベントンは最初のホームステッド法を起草した者であり、土地を耕す気持ちのある者ならば誰でも土地特許を与えることで開拓を奨励した。西部への大規模な開拓を奨励し、特に義理の息子であるジョン・C・フレモントの何度もの遠征を支持した。大陸横断鉄道の公的な支援のために懸命に働き、長距離通信のために電報の大々的な利用を提唱した。ヨーロッパ人開拓者のために先住民族の権利剥奪と強制移住も断固として提唱した。
ベントンは一人立ちができて、仲間の上院議員ダニエル・ウェブスター、ヘンリー・クレイおよびジョン・カルフーンに対抗できるいわゆるファーストクラスを提唱するものであり指導者だった。拡張論者ではあったが、個人の道徳感の故に貪欲さや裏工作には反対したので、54度40分に反対したのもそのような事情からだった。ベントンはテキサス併合に賛成し、テキサスの領有権を放棄した1819年のアダムズ＝オニス条約の破棄を論じたが、1845年のテキサス併合や米墨戦争に繋がる陰謀には反対した。ベントンはアメリカ合衆国の拡張が国の利益のためであり、力を持つ個人の利益のためではないと考えた。
1844年2月28日、ポトマック川を航行中の蒸気駆動軍艦USSプリンストンが甲板上の大砲の失火で爆発したときの現場にベントンは居合わせた。この事故でアメリカ合衆国国務長官アーベル・アップシャー、アメリカ合衆国海軍長官トマス・ギルマーを含め7人以上が死亡し、20人以上が負傷した。ベントンも負傷した一人だったが、重傷ではなく上院を欠席することもなかった。
ベントンの民主党に対する忠誠心は伝説的なものがある。アンドリュー・ジャクソンにとっては議会での右腕であり、マーティン・ヴァン・ビューレンになってもその役割を続けた。しかし、ジェームズ・ポークが大統領に選出されるとその権力は退潮を始め、その見解は党のものと逸れるようになった。ベントンの政歴は奴隷制問題ではっきりと下降線を辿った。南部出身者で奴隷所有者であるベントンは次第にこの話題に居心地が悪くなっていった。アメリカ合衆国に対して反逆のような程度まで意見を通そうとしていると見なすジョン・カルフーンのような仲間の民主党員と反目してもいた。良心の呵責の中で1849年には「奴隷制度に反対する」と宣言し、党や州内の世論に対抗する立場になった。1850年4月、提案されていた1850年妥協に関する上院での熱した議論の場で、拳銃を持っていたミシシッピ州選出の上院議員ヘンリー・S・フットに危うく殺されそうになった。フットはベントンが副大統領のミラード・フィルモアと辛辣な口論を行ったことに立腹していた。フットは議場で押さえ込まれ、武器を取り上げられた。
奇異なことに、ベントンは、後にアメリカ合衆国大統領になった2人の者の伝記研究の対象になった。セオドア・ルーズベルトは1887年にベントンの伝記を出版した。またジョン・F・ケネディの『勇気の人』に収められた8人の上院議員の1人にもなった。

### その後の人生
1851年、ミズーリ州議会でベントンの上院議員6期目が否決された。奴隷制問題にかんする二極化により、中道で合衆国維持派のベントンが州選出の上院議員でいることは不可能になっていた。1852年、ベントンはアメリカ合衆国下院議員選挙に出馬して当選したが、ミズーリ妥協を撤廃せよという主張のために1854年には落選した。1856年にはミズーリ州知事選挙に出馬したが、トラステン・ポークに敗北した。同年、義理の息子であるジョン・C・フレモントが共和党推薦で大統領選挙に出馬したが、ベントンは最期まで民主党に忠実であり、この時の民主党推薦候補ジェームズ・ブキャナンに投票した。
ベントンは1854年に自叙伝『30年間の見解』を出版し、2年後にワシントンD.C.で死んだ。その子孫達はミズーリ州で著名な者が続いた。
1899年、ミズーリ州は州に割り当てられた2体の彫像の1つとして、ワシントンD.C.アメリカ合衆国議会議事堂の国立彫像ホール・コレクションにベントンの大理石像を寄贈した。

## 家系
ベントンは19世紀の多くの著名人と姻戚または血縁での関係があった。甥の2人は、南軍の将軍になったミシシッピ州のサミュエル・ベントンと、北軍の准将になったトマス・ハート・ベントン・ジュニアであり、南北戦争では敵味方に分かれて戦った。バージニア州選出のアメリカ合衆国上院議員かつ州知事を務めたジェイムズ・マクドウェルとは義兄弟だった（妻のエリザベスがマクドウェルの姉）。探検家で北軍の将軍かつ大統領候補になったジョン・C・フレモントの義父だった（娘で著作かとしても有名になったジェシーがフレモントの妻）。ベントンの従姉妹と結婚したヘンリー・クレイおよびジェイムズ・ブラウン上院議員は義理の従兄弟となった。従兄弟甥で同名のトマス・ハート・ベントンは20世紀の著名画家になった。

## 語録
- 誰もベントンには反対していない、諸君、何人かのブラックジャックの草原弁護士を除いてだ。これらはベントンの反対者に過ぎない。ベントンと人民、ベントンと民主主義は1つの同じものであり、同義語、そうさ同義語だ。
- 私は喧嘩はしないが戦いはする。私が戦うときは葬儀が必要になるよ。
- ジャクソン将軍は大変偉大な人だった。私が彼を撃った。（アンドリュー・ジャクソンを知っているか尋ねられた時の答え）
- アンドリュー・ジャクソンが絞首刑について語り始める時、人はロープを探し始める。（無効化の危機のとき）